# Emma Bading
Emma Bading (Monheim am Rhein, Renania del Norte-Westfalia, 12 de marzo de 1998) es una actriz, guionista y directora alemana.

## Biografía
Bading es hija de los actores Thomas Bading y Claudia Geisler-Bading.
Asistió a una escuela primaria en Berlín-Pankow, pero luego se cambió a un reformatorio en Berlín-Mitte. Después del undécimo grado, finalmente abandonó la escuela porque ya no era compatible con su trabajo como actriz.
En 2013, a los 13 años de edad, debutó en el largometraje Halbschatten, donde interpretó a una chica púber, desdeñosa y hostil hacia la nueva novia de su padre.
Bading apareció en televisión en 2014 como Nele en la película de Weiter als der Ozean. A partir de 2014 asumió el papel de la adolescente rebelde Sophie Thiel en la serie de televisión de Der Usedom-Krimi. En 2014 filmó otro largometraje, Die Kleinen und die Bösen, que fue mostrado en el Festival de Cine de Múnich, y tuvo su estreno el 27 de junio de 2015. Interpretó uno de los papeles principales junto a Christoph Maria Herbst y Peter Kurth. Interpretó a Jenny, la hija de los delincuentes menores y alcohólicos Hotte.
En la película para televisión Play, que se estrenó en Das Erste en septiembre de 2019, Bading interpretó a Jennifer Reitwein, una adicta al juego de 17 años que está completamente inmersa en un mundo de fantasía virtual. Por este papel también recibió el Hessian Television Award como mejor actriz en 2019 y fue nominada como parte de los Romy Awards 2020 en la categoría 'Mejor actriz joven' y para un Premio Emmy Internacional en la categoría 'Mejor Interpretación por una actriz'. También recibió el Premio de Televisión de Baviera para Jóvenes Talentos en 2020.
Bading hizo su debut como directora con el cortometraje sobre la mayoría de edad Unerhört en el Festival Internacional de Cine de Hof. El cortometraje recibió la clasificación de 'particularmente valioso' por la clasificación alemana de películas y medios.
Bading vive en Berlín. Su hermana menor, Bella Bading, también es actriz.

## Filmografía

### Cine
| Año  | Título                                                | Director             | Rol       | Rol        | Rol   | Rol       | Rol                      | Nota         |
| Año  | Título                                                | Director             | Dirección | Producción | Guion | Actuación | Papel                    | Nota         |
| ---- | ----------------------------------------------------- | -------------------- | --------- | ---------- | ----- | --------- | ------------------------ | ------------ |
| 2013 | Halbschatten                                          | Nicolas Wackerbarth  |           |            |       | Sí        | Emma                     |              |
| 2015 | Die Kleinen und die Bösen                             | Markus Sehr          |           |            |       | Sí        | Jenny Blieske            |              |
| 2016 | Die letzte Sau                                        | Aron Lehmann         |           |            |       | Sí        | Julia                    |              |
| 2017 | Berlin Syndrome                                       | Cate Shortland       |           |            |       | Sí        | Franka Hummels           |              |
| 2017 | Lucky Loser - Ein Sommer in der Bredouille            | Nico Sommer          |           |            |       | Sí        | Hannah                   |              |
| 2017 | 1000 Arten Regen zu beschreiben                       | Isabel Prahl         |           |            |       | Sí        | Miri                     |              |
| 2018 | Fremde                                                | Tim Dünschede        |           |            |       | Sí        | Marie                    | Cortometraje |
| 2018 | Meine teuflisch gute Freundin                         | Marco Petry          |           |            |       | Sí        | Lilith                   |              |
| 2018 | In My Room                                            | Ulrich Köhler        |           |            |       | Sí        | Rosa                     |              |
| 2018 | Grüner wird's nicht, sagte der Gärtner und flog davon | Florian Gallenberger |           |            |       | Sí        | Philomena                |              |
| 2021 | Lieber Thomas                                         | Andreas Kleinert     |           |            |       | Sí        | Silvia                   |              |
| 2021 | Klabautermann                                         | Anke Sevenich        |           |            |       | Sí        | Miranda                  | Cortometraje |
| 2022 | Tabu La Rasa                                          | Emma Bading          | Sí        |            | Sí    |           |                          | Cortometraje |
| 2023 | De man uit Rome                                       | Jaap van Heusden     |           |            |       | Sí        | Térèse                   |              |
| 2024 | In Liebe, Eure Hilde                                  | Andreas Dresen       |           |            |       | Sí        | Ina Ender-Lautenschläger | [ 10 ]       |

### Televisión
| Año       | Título                         | Papel             | Nota           |
| --------- | ------------------------------ | ----------------- | -------------- |
| 2014      | Weiter als der Ozean           | Nele              | Película de TV |
| 2014-2019 | Der Usedom-Krimi               | Sophie Thiel      | 6 episodios    |
| 2015      | Tatort                         | Johanna Michels   | 1 episodio     |
| 2015      | Kommissarin Lucas              | Jessica Schwertz  | 1 episodio     |
| 2016      | Böser Wolf                     | Chiara Rothemund  | 2 episodios    |
| 2016      | Wir sind die Rosinskis         | Michelle Rosinski | Película de TV |
| 2017      | Helen Dorn                     | Jasmin            | 1 episodio     |
| 2019      | Play                           | Jennifer Reitwein | Película de TV |
| 2021      | Westwall                       | Julia Gerloff     | 6 episodios    |
| 2023      | Sebastian Fitzeks Die Therapie | Anna Spiegel      | 6 episodios    |
| 2024      | Familie is nich                | Julia             | Película de TV |
| 2025      | Tatort                         | Gina Grabitz      | 1 episodio     |

## Premios y nominaciones
| Año  | Premio                            | Categoría                          | Nominada por                               | Resultado |
| ---- | --------------------------------- | ---------------------------------- | ------------------------------------------ | --------- |
| 2017 | Munich Film Festival              | Actuación                          | Lucky Loser - Ein Sommer in der Bredouille | Nominada  |
| 2018 | German Screen Actors Awards       | Mejor actor joven                  | Lucky Loser - Ein Sommer in der Bredouille | Nominada  |
| 2018 | Max Ophüls Award                  | Mejores actores y actrices jóvenes | 1000 Arten Regen zu beschreiben            | Nominada  |
| 2019 | Hessian TV Award                  | Mejor actriz                       | Play                                       | Ganadora  |
| 2019 | Genrenale                         | Mejor actriz                       | Fremde                                     | Ganadora  |
| 2020 | Bavarian TV Awards                | Mejor actor/actriz joven           | Play                                       | Ganadora  |
| 2020 | International Emmy Awards         | Mejor interpretación de una actriz | Play                                       | Nominada  |
| 2020 | Romy Gala                         | Actriz revelación                  | Play                                       | Nominada  |
| 2023 | Madrid International Movie Awards | Mejor actriz                       | Klabautermann                              | Ganadora  |